# Melittomma insulare
Melittomma insulare là một loài côn trùng trong họ Lymexylidae. Loài này được Fairmaire miêu tả khoa học đầu tiên.
Đây là loài gây hại của cây Cocos nucifera, phát triển phổ biến ở Seychelles.